# Calamagrostis divaricata
Calamagrostis divaricata là một loài thực vật có hoa trong họ Hòa thảo. Loài này được P.M.Peterson & Soreng mô tả khoa học đầu tiên năm 2004.